# Broeders van Huijbergen
De rooms-katholieke congregatie van de Broeders van Huijbergen (Latijn: Congregatio Fratrum Huijbergensis, afkorting: C.F.H.) werd in 1854 gesticht door mgr. Joannes van Hooydonk (1782-1868), bisschop van Breda. Het moederhuis was gevestigd in Huijbergen, in het laatst overgebleven klooster van de wilhelmieten.